# 鳴瀬川
鳴瀬川（なるせがわ）は、宮城県北部を流れ太平洋に注ぐ一級河川。鳴瀬川水系の本流である。

## 地理
宮城県加美郡加美町南西の山形県との境界に位置する船形連峰の船形山（標高1,500m）に源を発し北に流れ、漆沢ダムを経て、概ね東に流路を変える。中流域では大崎平野の南部を流れ、北側を並行して流れる北上川水系の江合川（荒雄川）と共に、宮城県北部の穀倉地帯を成す。美里町東部から徐々に南東に転じ、支流の吉田川と平行して流れ、東松島市浜市と東松島市野蒜の境界から石巻湾に注ぐ。
かつて鳴瀬川と江合川は流路が錯綜していたが、現在は新江合川が開削されるなど整理された。河口の野蒜地区では1878年（明治11年）に仙台湾初の近代築港が試みられたものの土砂堆積のため挫折している。現在の河口部には北上運河が北東から、東名運河が南西から通じる。

## 名称の由来
大まかに2つの説がある。
- 昔、四日市場（加美町）の鹿島神社に奉仕する社坊に成瀬寺という寺号の社僧があったため、付近を流れる川を成瀬川と呼ぶようになった。その後「成」が「鳴」に変化したと言われており、音を鳴らせる瀬の様子を表したとも考えられる。
- 川が音を立てて流れる様子を表した古語「ナルセロ」が変化して、「ナルセ」と呼ばれるようになった。

## 支流
- 吉田川
- 貞山運河
- 北上運河
- 死人沢
- 鞍坪川[2]
- 鈴根五郎川[2]
- 立堀川[2]
- 多田川[2]
  - 長堀川、名蓋川、渋川、渋井川、大江川[3]
- 河童川[2]
- 花川/荒川[2]
- 保野川[2]
- 田川[2]
- 長谷川[2]
- 大滝川[2]
- 鹿の又川[2]
- 矢坪川[2]
- 筒砂子川[2]
- 唐付沢川[2]

## 流域の自治体
宮城県
加美郡加美町、色麻町、大崎市、遠田郡美里町、宮城郡松島町、東松島市

## 並行する交通

### 道路
- 国道347号